# Персія має талант
Персія має талант (англ. Persia's Got Talent, перс. پرشیاز گات تلنت) — спін-оф британського талант-шоу Got Talent, спрямований на перськомовну аудиторію по всьому світу, головним чином в Ірані (також відомий як «Персія»). Шоу знімається за межами Ірану і виходить в ефір MBC Persia, що є частиною Middle East Broadcasting Center (Близькосхідний радіомовний центр), з 31 січня 2020 року.